# 喀里多尼亞 (伊利諾伊州)
喀里多尼亞（英語：Caledonia）是位於美國伊利諾伊州布恩縣的一個村落。

## 地理
喀里多尼亞的座標為42°22′04″N 88°53′33″W / 42.36778°N 88.89250°W，而該地最高點為海拔高度1527米（即5010英尺）。

## 人口
根據2010年美國人口普查的數據，喀里多尼亞的面積為2.70平方千米，當中陸地面積為2.70平方千米，而水域面積為0.00平方千米。當地共有人口197人，而人口密度為每平方千米72人。